# 보라문어
보라문어는 문어목 보라문어과의 품종이다.

## 특징
일반적인 담요 문어 혹은 보라 담요 문어(Tremoctopus violaceus)는 따뜻한 바다 표층에서 세계적으로 발견되는 Tremoctopodidae과의 가장 큰 문어이다. 이 종의 성적이형 정도는 매우 높으며, 암컷은 2m까지 자르는 반면에 수컷은 약 2.4cm까지 자란다. 최초의 살아있는 수컷 견본은 2002년까지 Great Barrier에서 발견되지 않았다. 수컷과 암컷의 개별 무게는 약 10,000배 차이가 난다.
전장이 50~60cm 정도의 소형 종으로 다소 육질형으로 몸통의 폭은 몸통 길이와 거의 같다. 머리의 동쪽은 거의 평평하고 1쌍의 수공이 있다. 머리 좌우에는 난원형의 눈이 돌출해 있다. 출수기는 넓은 W자형이고 바깥으로 확장된 반원 모양이다. 몸통 내벽에 있는 주머니와 연결되어 있다.
7cm 이하의 수컷과 작은 암컷은 작은부레관해파리의 촉수를 지니고 다니것으로 보고되었다.
이러한 촉수들은 방어 기제를 제공해주고 먹이를 잡는 방법에 도움을 주는 것으로 추축한다. 이러한 메커니즘은 더 큰 크기에서는 유용하지 않을것이며,  이러한 기제가 이 종의 수컷이 왜 작은 지를 설명해준다.
성숙한 암컷의 팔 사이에 있는 물갈퀴는 방어 수단의 역할과 본인을 더 커보이게 하며, 만약 포식자에게 물렸을 경우 쉽게 분리 가능하다.

## 사진

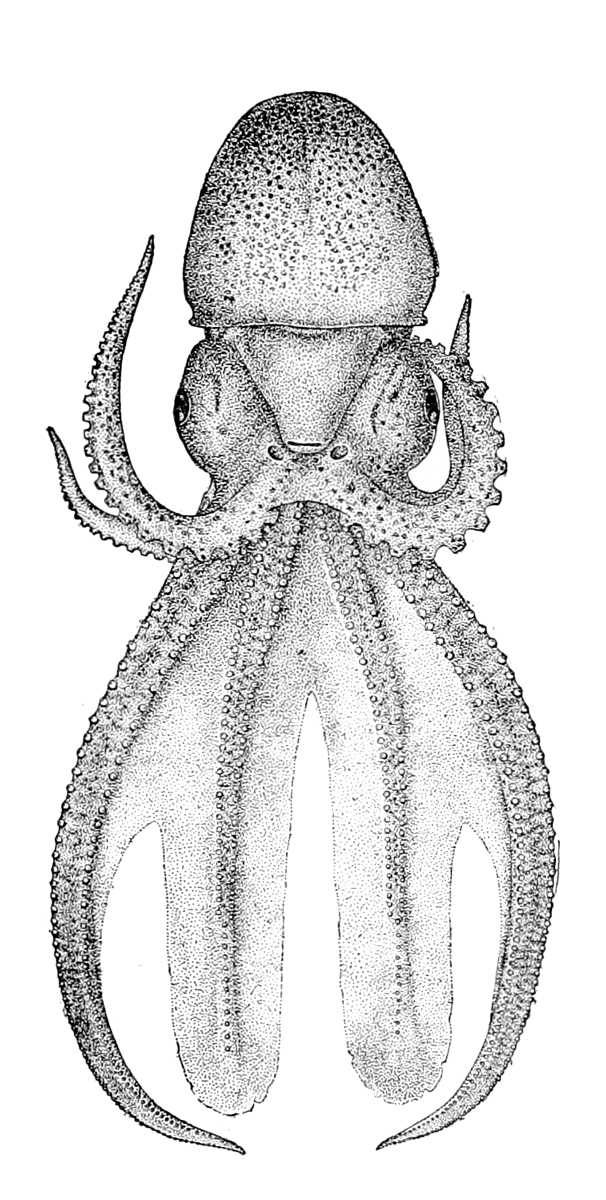
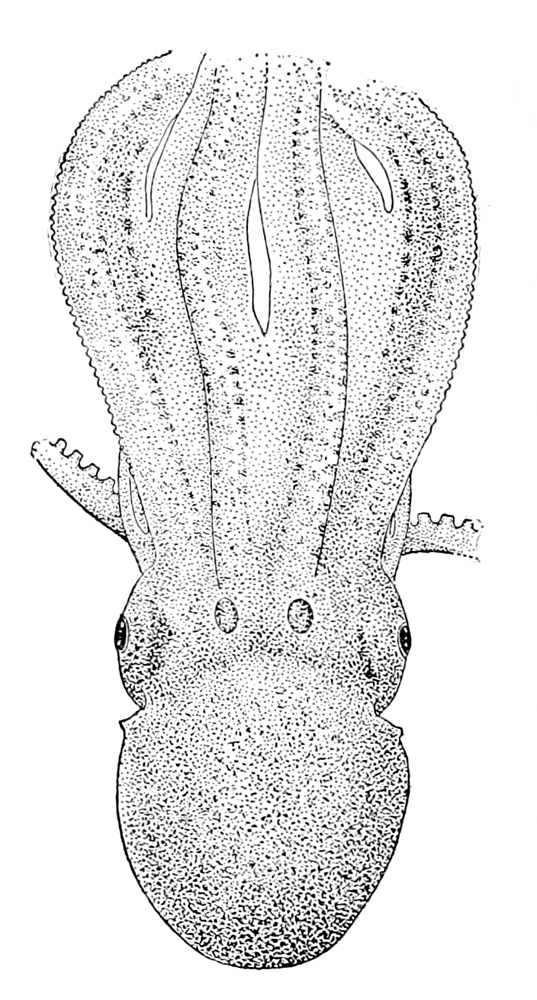
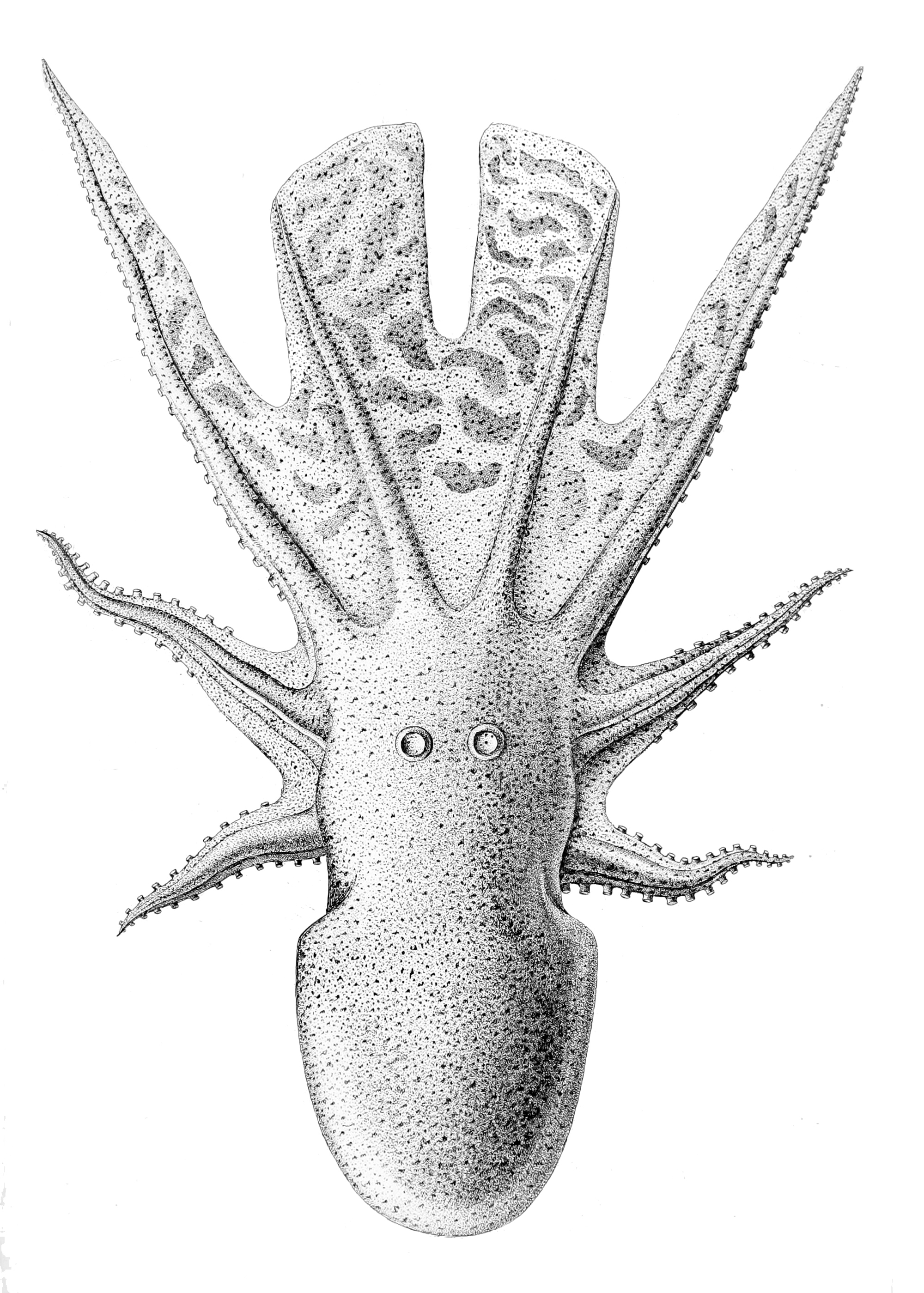

## 짝짓기
수컷 보라문어의 세번째 오른팔은 교접완이라 부르는 hectocotylus가 있다. 이는, 팔 사이에 정자가 채워진 주머니를 의미한다.
짝짓기할 준비가 된 수컷은 정자가 채워진 주머니를 파열하면서 팔 안으로 방출한다.
그렇게 수컷은 자신의 팔을 잘라 암컷에게 주게된다. 이때, 짝짓기가 끝난 수컷은 죽을 가능성이 있다.
암컷의 경우 수정할 준비가 되었을 때 사용하기 위해 받았던 팔을 맨틀에 저장하는데, 암컷은 한 번에 다른 수컷들로부터 몇개의 교접완을 받아 저장할 수 있다.

## 성적이형
일반적인 담요 문어는 크기가 큰 동물 중에서 높은 수준의 성적이형을 보여준다. 이것이 왜 발전했는 지에 대한 몇 가지 이론이 있다.
첫 번째, 크기가 큰 암컷은 이점이 있다. 크기가 큰 알들을 지니기 위해서는 많은 에너지가 필요하기 때문이다.
두 번째, 암컷이 크게되면 더 많은 알을 나르고 성년까지 살아남을 수 있는 많은 수의 새끼를 낳을 수 있기 때문이다.
반면에, 정자는 많은 양의 에너지나 공간을 요구하지 않는다. 그렇기에 수컷은 커지기 위해서 압력을 직면할 필요가 없다.

## 방어기제
일반적인 보라문어의 포식자는 청상어, 참치, 그리고 새치가 있다.
암컷의 경우 그들의 물갈퀴가 있는 담요를 말았다가 펼칠 수 있다. 그들에게 담요는 자신을 더 커보이게하고, 암컷의 경우 담요를 잘라내어 포식자들을 방해하게 만들 수 있다.
수컷 보라문어는 1963년 작은부레관해파리의 침을 사용하는 것으로 처음 관찰되었다. 수컷문어의 등에 해파리의 촉수가 4개 붙어있었다.
보라문어가 그 촉수에 면역을 지니고 있었는지, 아니면 그 촉수가 둔감한 조직에 있었는 지 알려지지는 않았다. 이러한 촉수의 사용은 방어와 공격기제를 동시에 보여준다. 이러한 해파리의 독소는 포식자를 물리칠 수 있지만, 오히려 먹이가 될 수도 있다.

## 참조
- Powell A W B, New Zealand Mollusca, William Collins Pubilshers Ltd, Auckland, New Zealand 1979 ISBN 0-00-216906-1